# 대한민국 민법 제1024조
대한민국 민법 제1024조는 승인, 포기의 취소 금지에 대한 민법 상속법 조문이다.

## 조문
제1024조(승인, 포기의 취소 금지)
1. 상속의 승인이나 포기는 제1019조 제1항의 기간내에도 이를 취소하지 못한다.
2. 전항의 규정은 총칙편의 규정에 의한 취소에 영향을 미치지 아니한다. 그러나 그 취소권은 추인할 수 있는 날로부터 3월, 승인 또는 포기한 날로부터 1년내에 행사하지 아니하면 시효로 인하여 소멸된다.

## 참조 조문
제1019조(승인, 포기의 기간) ① 상속인은 상속개시있음을 안 날로부터 3월내에 단순승인이나 한정승인 또는 포기를 할 수 있다. 그러나 그 기간은 이해관계인 또는 검사의 청구에 의하여 가정법원이 이를 연장할 수 있다. <개정 1990. 1. 13.>

## 같이 보기
- 상속
- 대한민국 민법 제1019조 승인, 포기의 기간